# Ирригационная теория
Теория «гидравлического», или «ирригационного», государства — теория возникновения государственных образований, принадлежит германо-американскому синологу, социологу и историку Карлу Августу Виттфогелю.

## Теория гидравлического государства
Согласно Виттфогелю, имеется прямая причинно-следственная связь: «засушливый климат → ирригационное земледелие (=коллективная работа) → развитие бюрократии (=развитие восточной деспотии)».
В дальнейшем выделяется два типа факторов земледелия:
- неизменные (природа, погода и т. п.)
- изменяемые (ирригация, расчистка леса и т. п.)

Ирригация — это всегда массовый организованный труд, требующий чёткой координации, в отличие от расчистки местности от леса. Так выделяется класс функционеров, бюрократов и жрецов. В результате получается самая распространенная форма общественного устройства — это «гидравлическое», менеджериальное деспотическое государство.
Гидравлические государства покрыли большую часть обитаемых пространств потому, что не перешедшие в данный способ организации общества оказались вытеснены или завоеваны гидравлическими государствами.
Виттфогель относил к маргинальной зоне ирригационного деспотизма:
- Византию
- послемонгольскую Россию
- государства Майя
- империю Ляо в Китае.

К субмаргинальным гидравлическим государствам по Виттфогелю относятся:
- Крито-микенская цивилизация
- Рим в древнейшую эпоху
- Япония
- Киевская Русь.

К менеджериальным государствам по Виттфогелю относятся:
- СССР
- нацистская Германия.

Логика приводимого Виттфогелем материала подталкивает к выводу, что тотальное огосударствление применялось для решения задач, требующих мобилизации всех сил общества, а не только для ирригации сельского хозяйства, это лишь частный случай.